# Ademari
Gli Ademari di Monteil fu un illustre e antica stirpe francese del Delfinato, discendente dai conti di Valence.

## Storia
La stirpe degli Ademari di Monteil ebbe le signorie di Montélimar, Grignan, La Garde-Adhémar, Lombers, Châteauneuf-du-Rhône e Rochemaure. Guillaume-Hugues d'Adhémar († 1107), primo signore di Montélimar fu il fratello di Ademaro di Monteil vescovo di Le Puy-en-Velay che fu legato di papa Urbano II alla prima crociata. Giraud-Adhémar († 1184) figlio di Guillaume-Hugues, successo nella signoria di Montélimar nel 1157, ottenne l'investitura diretta da Federico Barbarossa nel 1164. 
La famiglia si divise poi nei tre rami: di Roquemaure, La Garde e Grignan. I primi due rami cessarono rispettivamente nel 1347 e nel 1519. Il ramo di Grignan condivise con i Granet de Grignan. la proprietà del castello fino al 1239. Questo ramo della famiglia si estinse nel 1558 con la morte di Louis, militare e diplomatico, i cui testamenti provocarono nel 1552 una contesa tra il duca Francesco I di Guisa, protettore di Louis, e il nipote Gaspard de Castellane, ma questi ottenne il riconoscimento (1563), assumendo il cognome Adhémar de Castellane de Grignan. Nel 1669 François d'Adhémar de Castellane de Grignan sposò Françoise de Sévigné figlia di Madame de Sévigné che fu sepolta nel castello nel 1696. La famiglia Adhémar de Castellane de Grignan si estinse nel 1704 con la morte di Louis-Provence. Fra i discendenti indiretti di questa importante famiglia va ricordato Boni de Castellane (1867-1932) che fu proprietario del castello di Grignan poi venduto nel 1906 a suo cugino Raymond.

## Membri illustri
- Giraud Adhémar de Monteil (1120- 1173) sposò nel 1158  "Ermessinde" o Garsende de Poitiers-Valentinois e nel 1184 Mabile di Marsiglia figlia di Guillaume Visconte di Marsiglia. Dal primo matrimonio ebbe Giraud Adhémar de Monteil I che sposò Tiburge de Sabran, vedi de Sabran (famiglia). Dal secondo matrimonio ebbe Guillaume che sposò Garsende de Sabran, Giraude che sposò Bermond d'Uzès ed Eudiarde che sposò Bertrand des Baux.
- Lambert Adhémar de Monteil, sposò nel 1190 Thiburge des Baux ed ebbe: Hugues che sposò Abazia de Belveze, Lambert I che sposò nel 1237 Bérengère de Toulouse-Lautrec e Vachette che sposò nel 1220 Raymond Bérenger
- Adhémar de Monteil († 1361) settantesimo vescovo di Metz, figlio di Hugues Adhémar de Monteil, signore di Montélimar, e di Sibylle de Poitiers
- François de Castellane Adhémar de Monteil de Grignan (1603-1689), vescovo di Saint-Paul-Trois-Châteaux, poi arcivescovo di Arles,  dodicesimo figlio di Louis François e di Jeanne d'Ancezune
- Louis-Joseph de Castellane Adhémar de Monteil de Grignan (1650-1722), vescovo di Évreux, poi di Carcassonne, figlio di François genero di madame de Sévigné